# 송고은
송고은(2000년 ~ )은 대한민국의 가수다.

## 방송
- 쇼킹 나이트 (2023) - Top16(15위)

## 음반
- 꿈을 꿔요 (2021)
- 아침 (2024)

### 삐삐엔젤
- MBN Y2K 댄스 가요제 <쇼킹나이트> 4회 (2023)

## 공연
- 유지경성 프로젝트 쇼케이스 (2022)